# Camila Mayrink
Camila Mayrink (Belo Horizonte, 23 de outubro de 1993) é uma atriz e modelo brasileira.

## Carreira
Camila começou a carreira como modelo em 2008, aos quatorze anos. Em 2012 assinou com a Ford Models e passou a realizar trabalhos em cidades como Nova Iorque, Milão e Londres, fotografando para diversas grifes. Em 2014 estreou como atriz em uma participação na série norueguesa Lilyhammer como a prostituta Consuela, sendo que em 2015 integrou a telenovela Verdades Secretas como a modelo Bel, que se envolve com o namorado da protagonista. No mesmo ano fez parte da série Não Se Apega, Não como a melhor amiga da protagonista, que tem um caso com seu ex-namorado. Nesta época estreou no cinema nos filmes Qualquer Gato Vira-Lata 2 e O Último Virgem e fez uma participação em Rock Story.
Em 2018 assinou com a RecordTV e estrelou a primeira fase da novela Jesus como a venenosa Asisa. Em 2019 integra a novela de época Jezabel como Joana, uma moça pobre e sofrida que se torna prostituta para sobreviver. Entre 2019 e 2020 interpreta Vânia em Amor sem Igual, uma estagiária ambiciosa que planeja dar um golpe do baú no dono da empresa que trabalha.

## Vida pessoal
Entre 2015 e 2016 namorou o ator Arthur Aguiar.

## Filmografia

### Televisão
| Ano  | Título            | Personagem        | Notas                       |
| ---- | ----------------- | ----------------- | --------------------------- |
| 2014 | Lilyhammer        | Consuela          | Episódio: "Foreign Affairs" |
| 2015 | Verdades Secretas | Bel               |                             |
| 2015 | Não Se Apega, Não | Marina            |                             |
| 2016 | Rock Story        | Tamires           | Episódio: "21 de novembro"  |
| 2018 | Jesus             | Asisa Bah (jovem) | Episódios: "24–30 de julho" |
| 2019 | Jezabel           | Joana Rakesh      |                             |
| 2019 | Amor sem Igual    | Vânia Vilela      |                             |
| 2022 | Reis              | Mizpá             | Temporadas 5–7              |

### Cinema
| Ano  | Título                     | Personagem |
| ---- | -------------------------- | ---------- |
| 2015 | Qualquer Gato Vira-Lata 2  | Michelle   |
| 2016 | O Último Virgem            | Cacau      |
| 2019 | Socorro, Virei Uma Garota! | Laura      |
| 2020 | Minha Mãe é uma Peça 3     | Lizandra   |

## Teatro
| Ano  | Título        | Personagem |
| ---- | ------------- | ---------- |
| 2016 | Sempre Amigos | Daniela    |